# Eyes Open
Eyes Open是英國搖滾樂隊Snow Patrol的第四張專輯。專輯發行于2006年5月。這張專輯是2000年代英國銷量第15多的音樂專輯。